# The Daemon Lover
The daemon lover (también conocida como The house carpenter o James Harris) es una balada escocesa.

## Sinopsis
La canción narra cómo un hombre (habitualmente el Diablo) vuelve con una antigua amante después de una larga ausencia y la encuentra con un nuevo marido (que suele ser un carpintero) y un pequeño hijo. El hombre trata de convencerla de que vuelva con él, prometiéndole muchos barcos y tesoros. Se embarcan en uno de estos navíos (que en algunas versiones no tiene tripulación, para sorpresa de ella) y se dirigen al mar.
| Letra en inglés | Traducción al castellano |
| --- | --- |
| —But if I should leave my husband dear, Likewise my little son also, What have you to maintain me withal, If I along with you should go?" —I have seven ships upon the seas, And one of them brought me to land, And seventeen mariners to wait on thee, For to be love at your command. | —Pero si tuviera que dejar a mi querido esposo y de la misma forma a mi hijo, ¿qué tendrías para poder mantenerme si yo me fuera contigo? —Tengo siete navíos en los mares, en uno de ellos vine a esta tierra, y setenta marineros para ti esperando para estar a tus órdenes. |

Pero la mujer enseguida empieza a lamentar haber abandonado a su hijo, aunque se consuela observando las colinas en la distancia. Su amante le cuenta que esas colinas pertenecen al cielo, donde ellos no podrán ir. En cambio, él le señala hacia otras colinas más oscuras y le dice que es el infierno, que es para ellos su destino. Entonces él rompe el barco en dos con sus propias manos y ambos se ahogan. Según otras versiones, el barco es destruido por una tormenta marina que lo acaba hundiendo en el mar.
| Letra en inglés | Traducción al castellano |
| --- | --- |
| —Oh what a bright, bright hill is yon, That shines so clear to see? —Oh it is the hill of heaven, —he said,— Where you shall never be. —Oh what a black, dark hill is yon, That looks so dark to me? —Oh it is the hill of hell, —he said,— Where you and I shall be. | —Oh, ¿qué brillantes colinas se ven a lo lejos que resplandecen con tanta claridad? —Oh, esas colinas son el cielo, —dijo— donde tú nunca debes estar. —Oh, ¿y qué colinas oscuras se ven allí a lo lejos que parecen ser tan tenebrosas? —Oh, esas colinas son el infierno, —dijo— adonde tú y yo debemos ir. |

## Variaciones y versiones
- Muchas versiones hechas por artistas estadounidenses denominan a esta canción The house carpenter.
- Elizabeth Bowen publicó un cuento en 1945 titulado The daemon lover. La historia utiliza el concepto central de la canción para narrar una aparición fantasmal en Londres durante la guerra.
- La antología de Shirley Jackson, The Lottery and other stories, incluye el cuento The daemon lover, que narra la historia de una mujer que busca a su novio, el misterioso James Harris.

## Artistas que han versionado la canción
Algunos de los artistas que han interpretado su propia versión de la canción son:
- Augie March (como Men who follow spring the planet 'round)
- Bob Dylan (como The house carpenter)
- Bröselmaschine
- Buffy Sainte-Marie
- Cornelis Vreeswijk
- Damien Jurado
- Dave Van Ronk
- Dervish (como Sweet Viledee)
- Doc Watson
- Ewan MacColl
- Eleanor Tomlinson
- The Handsome Family
- Joan Baez
- Kelly Joe Phelps
- Kim Larsen (como Byens Hotel)
- Myrkur
- Natalie Merchant
- Nickel Creek
- Paul Simon
- Peggy Seeger
- Pete Seeger
- Shocking Blue
- Steeleye Span
- Tony Rice